# La guerra civile in Francia
La guerra civile in Francia (in inglese The Civil War in France), è un opuscolo scritto da Karl Marx, come dichiarazione ufficiale del Consiglio Generale dell'Associazione Internazionale dei Lavoratori sul carattere e il significato della lotta dei comunardi nella Comune di Parigi.

## Scrittura
Tra la metà di aprile e la fine di maggio 1871, Karl Marx, residente a Londra, raccolse e compilò ritagli di giornali inglesi, francesi e tedeschi sui progressi della Comune di Parigi, che contrapponeva i lavoratori radicali di Parigi alle forze conservatrici fuori città. Marx aveva accesso alle pubblicazioni francesi sostenute dalla Comune ed a vari periodici borghesi pubblicati a Londra in inglese e francese. Marx ha anche avuto accesso a interpretazioni personali degli eventi tramandati da diversi personaggi di spicco della Comune e associati come Paul Lafargue e Pëtr Lavrov.
Marx inizialmente intendeva scrivere un discorso ai lavoratori di Parigi e fece tale mozione alla riunione del Consiglio generale di governo dell'Associazione Internazionale dei Lavoratori il 28 marzo 1871, una proposta approvata all'unanimità. Ulteriori sviluppi in Francia fecero pensare a Marx che il documento dovesse essere invece rivolto alla classe operaia del mondo, e nella riunione del Consiglio Generale del 18 aprile trasmise quel suggerimento rilevando il suo desiderio di scrivere sulla "tendenza generale di la lotta". La proposta fu approvata e Marx iniziò a scrivere il documento. La scrittura principale sulla pubblicazione sembra aver avuto luogo tra il 6 maggio e il 30 maggio 1871, con Marx che scriveva il documento originale in inglese.

## Pubblicazione
La prima edizione dell'opuscolo, un sottile documento di sole 35 pagine, fu pubblicata a Londra intorno al 13 giugno 1871 come "La guerra civile in Francia: discorso del Consiglio generale dell'Associazione internazionale dei lavoratori" (in inglese The Civil War in France: Address of the General Council of the International Working-Men's Association). Sono state stampate solo 1000 copie della prima edizione e l'opuscolo è andato rapidamente esaurito, seguito da una seconda edizione meno costosa con una tiratura di 2000. Una terza edizione inglese, contenente una serie di correzioni di errori, è apparsa più tardi in quello stesso anno. L'opuscolo fu tradotto in francese, tedesco, russo, italiano, spagnolo, olandese, fiammingo, croato, danese e polacco e pubblicato sia sui giornali che sotto forma di opuscolo in vari paesi nel 1871 e nel 1872. La traduzione tedesca fu resa dal socio di lunga data di Marx, Friedrich Engels, e la prima pubblicazione tedesca fu serializzata sul quotidiano Volkstaat nel giugno e luglio 1871, seguita da "Der Vorbote" nell'agosto ed ottobre 1871. Un'edizione separata dell'opuscolo fu pubblicata anche dal Volkstaat a Lipsia nello stesso anno.
Nel quinto anniversario della caduta della Comune di Parigi, l'edizione tedesca dell'opuscolo fu ristampata, con Engels che apportò alcune piccole correzioni alla traduzione. La seconda edizione è stata pubblicata anche a Lipsia.
Nel 1891, nel 20º anniversario della Comune di Parigi, Engels realizzò una nuova edizione dell'opera. Ha scritto un'introduzione sottolineando il significato storico dell'esperienza della Comune di Parigi, la sua generalizzazione teorica da parte di Marx in "La guerra civile in Francia" e fornendo ulteriori informazioni sulle attività dei comunardi tra i blanquisti e i proudhoniani. Engels decise anche di includere materiale precedente di Marx realizzato per l'Associazione Internazionale dei Lavoratori, fornendo ulteriore sfondo storico alla Comune dal racconto di Marx della guerra franco-prussiana.

## Contenuto

### Denuncia del sistema di “nuovi arrivi”
Marx presenta Adolphe Thiers e il suo governo come un governo di defezione nazionale che usa la difesa nazionale come pretesto per legittimare il proprio potere. Marx insiste su questa figura di Adolphe Thiers, che presenta come un parvenu, una vera banderuola politica, avido di ricchezza e pieno di odio contro chi la produce.

### Resistenza di una Parigi trascendente
Il popolo parigino, dopo un assedio di cinque mesi tra la carestia ei sacrifici, rifiuta il disarmo voluto da Thiers e sceglie di continuare la “guerra civile”. La guerra civile è illustrata da eventi come il massacro della piazza Vendôme.

### Patrimonio del Comune
La Comune di Parigi, seppur breve nella sua realizzazione, lascia tracce per la sinistra francese e internazionale. L'opuscolo che Marx scrisse il giorno dopo la Comune denunciava l'ingiustizia di un governo che, come Thiers, diffidava delle rivoluzioni. Se l'idea iniziale di Karl Marx sembra essere soprattutto quella di mettere in luce le lotte della classe operaia, sono soprattutto i fatti da lui descritti che restano nella memoria collettiva. Così, il mito della lotta per la libertà e degli ideali che era all'origine del Comune si cristallizza attraverso luoghi della memoria, come il muro dei Federati di Père Lachaise a cui egli fa più volte riferimento (Stato e rivoluzione di Lenin nel capitolo 3, discorso per il XV° anniversario della Comune (1888), Frammento di una bozza di ricorso per il XXI° anniversario del Comune).

## Classificazione teoretica
Per Marx, la storia della Comune di Parigi gli ha portato a rivalutare il significato di alcuni dei suoi scritti precedenti. In una successiva prefazione al Manifesto comunista, Marx scriverà che nessun accento particolare viene posto sulle misure rivoluzionarie proposte. Quel passaggio, per molti aspetti, sarebbe oggi formulato in modo molto diverso. È il passaggio precedente che ha cercato di mostrare il processo di presa del potere statale da parte dei lavoratori. Dopo la pubblicazione de "La guerra civile in Francia", una cosa in particolare è stata dimostrata dalla Comune, vale a dire che la classe operaia non può semplicemente impadronirsi di una macchina statale già pronta e maneggiarla per i propri scopi. La sua scrittura di questo passaggio solleva anche una spaccatura tra leninisti e socialdemocratici, che interpretano entrambi la sua scrittura in modo diverso. Le correnti marxiste libertarie avrebbero poi attinto da questo lavoro sottolineando la capacità della classe operaia di forgiare il proprio destino senza la necessità di un partito o di uno stato rivoluzionario per mediare o aiutare la sua liberazione. Vladimir Lenin scrive che l'idea di Marx è che la classe operaia debba disgregarsi, distruggere la macchina statale già pronta e non limitarsi semplicemente ad impadronirsene.